# Secolul al XIV-lea

## Evenimente
- 1350: Bătălia de la Les Espagnols sur Mer off Winchelsea: o flotă engleză comandată de regele Eduard III învinge flota castiliană.
- 1351: Bătălia de la Thirty: Guillaume de Montabaun i-a învins pe englezi. Zurich se alatură confederației elvețiene. Turcii traversează Dardanelele.
- 1352: Este fondat Colegiul Corpus Christi drept Colegiul Universității de la Cambridge.
- 1353: Ibn Battuta a vizitat Timbuktu și Kabara. Giovanni Boccacio scrie Decameronul.
- 1354: Turcii capturează orașele Kallipolis și Didymoteicho de la bizantini.
- 1355: Regele Alfonso IV al Portugaliei trimite trei oameni să-l asasineze pe Ines de Castro, fiul prințului Pedro; acesta se revoltă și incită la razboi civil. Revolta de St. Scholastica de la Oxford.
- 1356: Bătălia de la Poitiers: englezii, sub comanda lui Eduard, Prințul Negru, i-a invins pe francezi și l-au capturat pe regele francez, Ioan al II-lea. Carol al IV-lea al Sfântului Imperiu Roman a promulgat Bula de Aur. Este fondată Liga Hanseatică. Zhu Yuanzhang, unul dintre liderii rebeliunii Turbanelor Roșii, a capturat Nainjing de la mongoli.
- 1357: Prima afișare publică a Giulgiului de la Torino. În Franța, Statele Generale au promulgat ordonanța lui Ettiene Marcel pentru a impune limite asupra monarhiei din perspective fiscale.
- 1358:  Izbucnește Răscoala Jacqueria.
- 1359:  Bogdan I devine domn al Moldovei după ce s-a eliberat de sub suzeranitatea maghiară.
- 1360: Tratatul de la Bretigny marchează încheierea primei etape din Războiul de 100 de ani.
- 1361: Bătălia de la Visby: regele Valdemar IV al Danemarcei învinge răscoala țărănească. Universitatea de la Pavia este fondată. Rebelii chinezi cuceresc capitala Goryeo.
- 1362: Otomanii au capturat Philipponis și Adianopole.
- 1363: Bătălia de la Lacul Poyang dintre rebelii dahani și forțele Turbanelor Roșii.
- 1364:  Este fondată universitatea de la Krakow.
- 1365: Este fondată universitatea de la Viena. Maghiarii ocupă Vidin, iar țarul Ivan Stratsimir de Bulgaria este capturat de forțele lui Ludovic I.
- 1366: Muhammad V a construit un spital la Granada. Stella Artois este fondată în Belgia.
- 1367: Papa Urban V a făcut prima tentativă de mutare a centrului papal de la Avignon la Roma. Carol V al Franței a clădit prima bibliotecă regală.
- 1368: Honwgu devine împarat al Chinei și stabilește dinastia Ming.
- 1369: Regele Carol V al Franței declară război Angliei și capturează Aquitania.
- 1370: Timur Lenk cucerește Persia.
- 1371: Hongwu introduce ligia în China ca sistem de înregistrare.
- 1372: Bătălia de la Rochelle, francezii ocupă Canalul Mânecii.
- 1373: Hongwu reintroduce sistemul de examinare.
- 1374: Chateau de Compiegne este construit în Franța.
- 1375: Tratatul de la Bruges.
- 1376: Moare Eduard Prințul Negru.
- 1377: Papa Grigore XI mută centrul papal la Roma.
- 1378: John Wycliffe a invocat limitarea influenței bisericești asupra puterii politice laice în Anglia. Una din cele mai importante contribuții controversate a fost traducerea Vechiului Testament și cea a Noului Testament în limba engleză.
- 1379: Otomanii și venețienii invadează Constantinopolul și îl restaurează pe Ioan V Paleologul pe tron drept co-împărat.
- 1380: Bătălia de la Kulikowo.
- 1381: Revolta lui Wat Tyler în Anglia.
- 1382: Este fondat colegiul Winchester.
- 1383: Teutonii merg la război în Lituania.
- 1384: Asediul Lisabonei.
- 1385: Bătălia de la Aljubarrota.
- 1386: Timur invadează Georgia.
- 1387: Bătălia de la Margata.
- 1388: Universitatea de la Cologne este fondată.
- 1389: Bătălia de la Kosovo.
- 1390: Războiul civil din Lituania.
- 1391: Universitatea de la Ferrara este fondată. În China este inventată hârtia igienică.
- 1392: Este fondată Universitatea de la Erfurt.
- 1393: Thessalia este ocupată de otomani.
- 1394: Carol al VI-lea al Franței expulzează evreii.
- 1395: Bătălia de la Rovine.
- 1396: Asediul de la Nicopole.
- 1397: Este formată Uniunea de la Kalmar.
- 1398: Timur învinge ultimul conducător al Sultanatului de la Delhi.
- 1399: Baiazid ocupă Siria.
- 1400: Moare Richard II în Castelul Pontefract.

## Oameni importanți
- Giovanni Boccaccio, autor italian
- Edward III, rege al Angliei
- Francesco Petrarca, poet italian
- Dante Alighieri, poet italian
- Tamerlan (Timur lenk) (Shakhrisiabz, 1336 - Otmer 1405), cuceritor al imperiilor persan, otoman și India.
- Ibn Battuta, musulman berber Călător
- Chen Youliang, liderul rebel chinez (alias Împăratul Hongwu)
- Jiao Yu, general și autor al Huolongjing (tratat militar)
- Liu Ji, general, consilier, filosof, și co-editor al Huolongjing
- William de Ockham, călugăr franciscan englez și filozof
- Giotto di Bondone, pictor italian din Evul Mediu târziu, la începutul Renașterii
- Simone Martini, pictor italian din Evul Mediu târziu, la începutul Renașterii
- Geoffrey Chaucer autor, poet, filosof, birocrat, curtean și diplomat .
- Hafiz, poet persan
- William Langland autor al  „Piers Plowman”
- Guillaume de Machaut, compozitor și poet francez
- Juan Manuel, Prințul de Villena, autor spaniol
- Francesco Petrarca, poet și scriitor italian
- Christine de Pizan, scriitor francez
- Shi Nai'an (1296-1372), scriitor chinez, autor al cărții: „Marja de apă”
- Luo Guanzhong (1330-1400), scriitor chinez, autor al romanului „Cele Trei Regate”
- Mansa Musa, rege al Imperiului Mali
- Hongwu Împăratul - fondator al dinastiei Ming în China
- Osman I, lider al turcilor otomani, fondator al dinastiei care a stabilit și a condus Imperiul Otoman
- Robert Bruce, rege al Scotiei, învingător în Primul Război de Independență Scoțian împotriva invaziei Regatului Angliei
- Edward al II-lea din Caernarfon, rege al Angliei
- Roger de Mortimer, nobil
- Charles I al Ungariei
- Ivan I din Moscova, a fost Prințul din Moscova
- Isabella de Franța, regina consoartă și regent al Regatului Angliei
- Stephen Uroš IV Dušan din Serbia - împărat al sârbilor și grecilor
- Cazimir III din Polonia - expansionist și reformator financiar
- Joan din Tower - alias Joan din Anglia, a fost prima soție și regina consoartă a lui David al II-lea al Scoției
- David al II-lea al Scoției a fost rege al Scoției
- Edward, Prințul Negru sau Edward de Woodstock, Prințul de Wales
- Charles V, numit cel Înțelept, a fost rege al Franței și un membru al Casei de Valois
- Ludovic cel Mare din Ungaria, rege al Ungariei, Croația, Dalmația, Ierusalim, Sicilia și Polonia. Din 1370 el a condus campanii din Lituania în sudul Italiei
- Charles IV - rege al Boemiei
- Dmitri I din Moscova, Marele Duce de Moscova
- Richard al II-lea a fost rege al Angliei

## Invenții, descoperiri
| Perioada    | Invenția | Persoana căreia i se atribuie | Țara/regiunea     |
| ----------- | --- | ----------------------------- | ----------------- |
| 1304 - 1375 | ceasul cu astrolab, busola cu cadran                                                                        | Ibn al-Shatir                 | Arabia            |
| 1350        | podul din frânghii                                                                                          |                               | Peru              |
| 1355        | bombarda, arma cu fitil, racheta de lansare, racheta în trepte, minele navale, ghiuleaua, armele cu trăgaci | Jiao Yu și Liu Ji             | China             |
| 1371        | ceasul solar cu axă polară                                                                                  | Ibn al-Shatir                 | Arabia            |
|             | muscheta |                               | China             |
|             | astrolabul sferic                                                                                           |                               | Orientul Mijlociu |

## Decenii și ani
| Anii 1290 | 1290 | 1291 | 1292 | 1293 | 1294 | 1295 | 1296 | 1297 | 1298 | 1299 |
| Anii 1300 | 1300 | 1301 | 1302 | 1303 | 1304 | 1305 | 1306 | 1307 | 1308 | 1309 |
| Anii 1310 | 1310 | 1311 | 1312 | 1313 | 1314 | 1315 | 1316 | 1317 | 1318 | 1319 |
| Anii 1320 | 1320 | 1321 | 1322 | 1323 | 1324 | 1325 | 1326 | 1327 | 1328 | 1329 |
| Anii 1330 | 1330 | 1331 | 1332 | 1333 | 1334 | 1335 | 1336 | 1337 | 1338 | 1339 |
| Anii 1340 | 1340 | 1341 | 1342 | 1343 | 1344 | 1345 | 1346 | 1347 | 1348 | 1349 |
| Anii 1350 | 1350 | 1351 | 1352 | 1353 | 1354 | 1355 | 1356 | 1357 | 1358 | 1359 |
| Anii 1360 | 1360 | 1361 | 1362 | 1363 | 1364 | 1365 | 1366 | 1367 | 1368 | 1369 |
| Anii 1370 | 1370 | 1371 | 1372 | 1373 | 1374 | 1375 | 1376 | 1377 | 1378 | 1379 |
| Anii 1380 | 1380 | 1381 | 1382 | 1383 | 1384 | 1385 | 1386 | 1387 | 1388 | 1389 |
| Anii 1390 | 1390 | 1391 | 1392 | 1393 | 1394 | 1395 | 1396 | 1397 | 1398 | 1399 |
| Anii 1400 | 1400 | 1401 | 1402 | 1403 | 1404 | 1405 | 1406 | 1407 | 1408 | 1409 |